# 8660 Сано
8660 Сано (8660 Sano) — астероїд головного поясу, відкритий 15 жовтня 1990 року.
Тіссеранів параметр щодо Юпітера — 3,168.
Названо на честь Сано (яп. さの(佐野) сано).